# ガイラ・ゴンサレス
ガイラ・セネイダ・ゴンサレス・ロペス（Gaila Ceneida González López、1997年6月25日 - ）は、ドミニカ共和国の女子バレーボール選手。ドミニカ共和国代表。

## 来歴

### クラブチーム
サントドミンゴ出身。2015年、Mirador VCへ入団。2016年、プエルトリコのCangrejeras de Santurceへ加入し1シーズン活躍した。2017年、Cristo Rey VCへ入団し、1シーズンプレー。2018/19シーズンはトルコリーグのAydın Büyükşehir Belediyesporで、2019/20シーズンはÇan Gençlik Kale Spor Kulübü、2020/21シーズンはKalecik Belediye Spor Mektebiでプレーした。2021/22シーズンはSigortaShopと契約し、トルコリーグ、トルコカップで9位となった。2022/23シーズンはロシアスーパーリーグのディナモ・カザンへ移籍した。

### 代表チーム
アンダーカテゴリーの代表として2012年のU-20北中米選手権で金メダルを獲得した。2013年、U-23世界選手権で銀メダルを獲得した。2014年、U-23パンアメリカンカップで金メダルを獲得した。2015年、シニアのドミニカ共和国代表に初選出された。2017年、ワールドグランプリに出場した。2018年よりレギュラーに抜擢される機会が増え、同年の世界選手権で9位、2019年ワールドカップ7位の成績を残した。2021年、東京オリンピックに出場した。同年8月の北中米選手権で金メダル獲得に貢献し、自身もベストスコアラー賞、ベストオポジット賞を受賞し、大会MVPに選ばれた。2022年、世界選手権に出場した。

## 球歴
- オリンピック - 2021年、2024年
- 世界選手権 - 2018年、2022年
- ワールドカップ - 2019年
- ネーションズリーグ - 2018年、2019年、2021年、2022年
- ワールドグランプリ - 2016年、2017年
- 北中米選手権 - 2015年、2019年、2021年

## 受賞歴
- 2014年 U-20北中米選手権 ベストオポジット賞
- 2015年 U-20パンアメリカンカップ MVP、ベストスコアラー賞
- 2018年 U-23パンアメリカンカップ MVP、ベストオポジット賞
- 2021年 北中米選手権 MVP、ベストスコアラー賞、ベストオポジット賞

## 所属クラブ
- Mirador VC（2015-2016年）
- Cangrejeras de Santurce（2016-2017年）
- Cristo Rey VC（2017-2018年）
- Aydın Büyükşehir Belediyespor（2018-2019年）
- Çan Gençlik Kale SK（2019-2020年）
- Kalecik Belediye Spor Mektebi（2020-2021年）
- SigortaShop（2021-2022年）
- ディナモ・カザン（2022-2023年）
- クゼイボル（2023-2024年）
- ディナモ・カザン（2024年-）